# Vogelsang (Odertal)
Vogelsang ist eine Gemeinde im Südosten von Brandenburg im Landkreis Oder-Spree. Sie wird vom Amt Brieskow-Finkenheerd verwaltet.

## Geografie
Die Gemeinde liegt etwa 15 Kilometer südlich von Frankfurt (Oder) am Rande der Ziltendorfer Niederung.

## Gemeindegliederung
Vogelsang hat keine amtlich ausgewiesenen Ortsteile, bewohnten Gemeindeteile oder Wohnplätze.

## Geschichte
Die Siedlungsgeschichte beginnt in der frühen Weichseleiszeit, wie ein Fund eines Faustkeils der mittleren Altsteinzeit in der Kiesgrube von Vogelsang beweist. Nördlich von Vogelsang fand sich eine ausgedehnte germanische Siedlung mit Eisenverhüttung, wie zahlreiche Rennofenschlacken belegen. Historisch wertvolle Funde, u. a. von Urnen und Gräbern, sind Zeugen einer frühen dichten Besiedelung des heutigen Gemeindegebiets. Die spätmittelalterliche Bevölkerung muss dagegen einen hohen Anteil an Sorben gehabt haben, da Vogelsang den höchsten Anteil sorbischer Gewannflurnamen der Region aufweist.
Am 25. Juni 1327 erwarb das Kloster Neuzelle fünf Hufen „zume Vogelsange“. Der Ortsname variiert stark, 1345 „der Vogilsang“, 1416/26 „Vogilsangk“, 1547 „Dorff Fogelsangk“, 1562 „Fogelgesangk“ und ab 1654 in der heutigen Schreibweise „Vogelsang“. Der Ortsname lässt auf eine waldreiche Umgebung der Ortschaft mit vielen Singvögeln schließen, zumal es keinen niedersorbischen Ortsnamen gibt.
Im Zweiten Weltkrieg wurde nahe Vogelsang ein Einheitskraftwerk errichtet, um die in der Umgebung angesiedelte Rüstungsindustrie mit Elektroenergie zu versorgen.  Im Februar 1945 hat die Rote Armee im Kraftwerk einen Brückenkopf errichtet, der bis zum April bestand.  In Folge der Kämpfe um den Brückenkopf wurde Vogelsang fast völlig zerstört.
Vogelsang gehörte seit 1817 zum Kreis Guben in der Provinz Brandenburg. Zwischen 1950 und 1957 war Vogelsang Ortsteil von Fürstenberg (Oder) und gehörte ab 1952 zum Kreis Eisenhüttenstadt-Land im DDR-Bezirk Frankfurt (Oder). Seit 1993 liegt die Gemeinde im brandenburgischen Landkreis Oder-Spree.

## Bevölkerungsentwicklung
| Jahr | Einwohner |
| ---- | --------- |
| 1875 | 653       |
| 1890 | 798       |
| 1910 | 963       |
| 1925 | 958       |
| 1933 | 930       |
| 1939 | 896       |

| Jahr | Einwohner |
| ---- | --------- |
| 1946 | 532       |
| 1950 | 754       |
| 1964 | 772       |
| 1971 | 719       |
| 1981 | 647       |
| 1985 | 620       |

| Jahr | Einwohner |
| ---- | --------- |
| 1990 | 557       |
| 1995 | 649       |
| 2000 | 811       |
| 2005 | 837       |
| 2010 | 773       |
| 2015 | 735       |

| Jahr | Einwohner |
| ---- | --------- |
| 2020 | 719       |
| 2021 | 725       |
| 2022 | 740       |
| 2023 | 735       |
| 2024 | 738       |

Gebietsstand des jeweiligen Jahres, Einwohnerzahl: Stand 31. Dezember (ab 1991), ab 2011 auf Basis des Zensus 2011, ab 2022 auf Basis des Zensus 2022

## Politik

### Gemeindevertretung
Die Gemeindevertretung von Vogelsang besteht aus zehn Gemeindevertretern und dem ehrenamtlichen Bürgermeister. Die Kommunalwahl am 9. Juni 2024 führte bei einer Wahlbeteiligung von 73,9 % zu folgendem Ergebnis:
| Partei / Wählergruppe              | Stimmenanteil | Sitze |
| ---------------------------------- | ------------- | ----- |
| Freie Wählergemeinschaft Vogelsang | 81,2 %        | 8     |
| Einzelbewerber Markus Benkenstein  | 15,2 %        | 1     |
| SPD                                | 03,7 %        | –     |

Der Stimmenanteil des Einzelbewerbers Markus Benkenstein entspricht zwei Sitzen, daher bleibt ein Sitz in der Gemeindevertretung unbesetzt.

### Bürgermeister
- 1998–2008: Dieter Schulze[12]
- 2008–2024: Nils-Hagen Giesa (Freie Wählergemeinschaft Vogelsang)[13]
- seit 2024: Frank-Michael Schulze (Freie Wählergemeinschaft Vogelsang)

Schulze wurde bei der Bürgermeisterwahl am 9. Juni 2024 mit 72,2 % der gültigen Stimmen für eine Amtszeit von fünf Jahren gewählt.

### Wappen
Das Wappen wurde am 13. Februar 2006 genehmigt.
Blasonierung: „In Rot aus einem goldenen Schildfuß, belegt mit einem blauen Wellenbalken, wachsend ein dreiblättriger goldener Eichenzweig auf dem zwei einander zugewandte und singende silberne Vögel sitzen.“

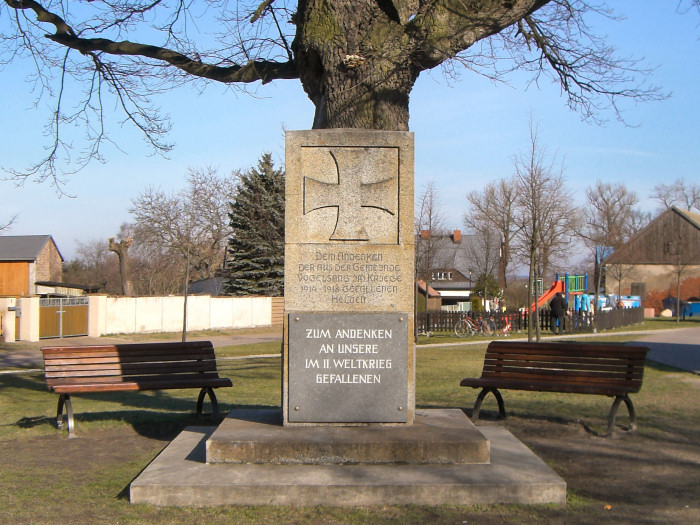
Gefallenendenkmal

## Sehenswürdigkeiten
- Gefallenendenkmal
- Kraftwerksruine des Wernerwerk (Kraftwerk Vogelsang).

## Verkehr
Vogelsang liegt eingeklemmt zwischen der Oder und dem Industriegebiet von ArcelorMittal.  Der Bahnhof der Niederschlesisch-Märkische Eisenbahn lag ca. 1500 m vom Ort entfernt, wird aber nicht mehr bedient.  Über die  Landesstraße L 372 Ist Vogelsang nur von Norden über Ziltendorf oder von Süden über Eisenhüttenstadt zu erreichen.
Der Plan für eine Oderbrücke in der Nähe von Vogelsang wird nicht mehr verfolgt.

## Persönlichkeiten
- Wolfgang Cajar (* 1935), Heimatforscher